# 24/7 (álbum de Gusi)
24/7 es el tercer álbum de estudio del cantante colombiano-venezolano Gusi. El álbum se caracteriza por el estilo particular de Gusi, con una combinación tropical entre el urbano, el pop y el vallenato. Asimismo el 11 de noviembre de 2022, el álbum fue presentado junto a su sencillo homónimo «24/7». Además, todas las canciones cuentan con su propio videoclip y fue nominado en La 24.ª entrega anual de los Premios Grammy Latinos en categoría Mejor Álbum Tropical Contemporáneo.
De este álbum, se desprenden sencillos como: «Superpoder», «Tu novio tu amante, tu amigo» y «Te robaré». En este álbum, está incluida la participación de Nacho.

## Lista de canciones
| N.º | Título                               | Duración |  |
| 1.  | «Mi amor bonito»                     | 3:00     |  |
| 2.  | «Suave»                              | 3:09     |  |
| 3.  | «24/7»                               | 3:19     |  |
| 4.  | «Mátame de olvido o Muérete de amor» | 3:26     |  |
| 5.  | «Pronto volveré»                     | 3:05     |  |
| 6.  | «Rompecabezas»                       | 3:02     |  |
| 7.  | «Tu novio, tu amante, tu amigo»      | 2:52     |  |
| 8.  | «Agradecido»                         | 2:59     |  |
| 9.  | «Te robaré»                          | 3:19     |  |
| 10. | «Superpoder» (con Nacho)             | 3:34     |  |